# Drone FPV

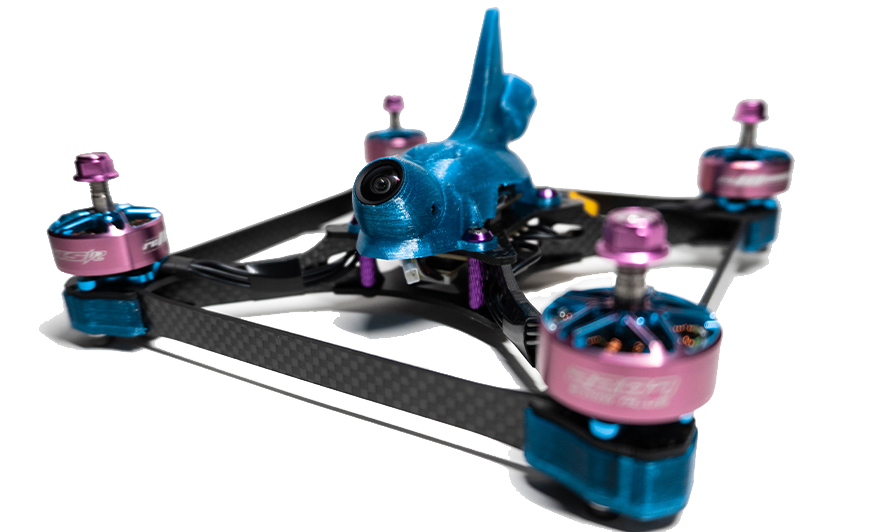
Un tipico drone da corsa autocostruito (2021)

Un drone FPV (dove FPV è un acronimo in inglese per first person view, ovvero visuale in prima persona), o drone da corsa, è un velivolo a pilotaggio remoto utilizzato in un'attività sportiva, ricreativa o cinematografica, in cui i partecipanti controllano dei quadricotteri radiocomandati, dotati di telecamere, mentre indossano visori o occhiali montati sulla testa che, grazie ad un modulo di ricezione video appositamente progettato, ricevono in tempo reale la trasmissione delle immagini video catturate dalla telecamera montata del drone, permettendone così il controllo come se fossero "a bordo" dell'aeromobile.
Esistono diversi utilizzi dei droni FPV. Da quello cinematico, per effettuare riprese più dinamiche e immersive rispetto ai più tradizionali droni stabilizzati, al freestyle, in cui i piloti si cimentano perlopiù in acrobazie e tricks, ocombo di tricks, fino al racing nei circuiti.
Nella disciplina del racing, riconosciuta a tutti gli effetti come attività sportiva dal CONI, l'obiettivo è completare una pista o un percorso prestabilito il più rapidamente possibile (evitando vari tipi di ostacoli, come bandiere, anelli, gates, etc.).
Le corse di droni sono iniziate in Germania nel 2011 con un certo numero di piloti dilettanti che si riunivano per gare semi-organizzate a Karlsruhe. In Italia le competizioni ufficiali sono iniziate circa nel 2014, con i primi tornei indoor come il ModelDrome, il Marche Drone Week, il Drone Extreme a Torino. Dal 2018 si svolgono il campionato italiano F9U per piloti professionisti e la Coppa Italia DRF, che riunisce professionisti e amatori in un'unica classifica nazionale.

## Caratteristiche
I piloti sono in grado di "vedere" quel che la fotocamera montata sul drone inquadra, grazie ad un visore indossato dal pilota. Il radiocomando, il drone e gli occhiali comunicano via radio grazie a delle antenne sintonizzate su una certa banda e frequenza, che devono garantire la minor latenza possibile. Per questo motivo fino al 2018 sono stati utilizzati esclusivamente sistemi di trasmissione analogica per l'FPV, in grado di garantire latenze da 10ms a 30ms. Dal 2018 con il lancio sul mercato del sistema FPV di DJI, anche il digitale è riuscito a garantire latenze bassissime pur mantenendo una qualità dell'immagine in HD a 1080p.

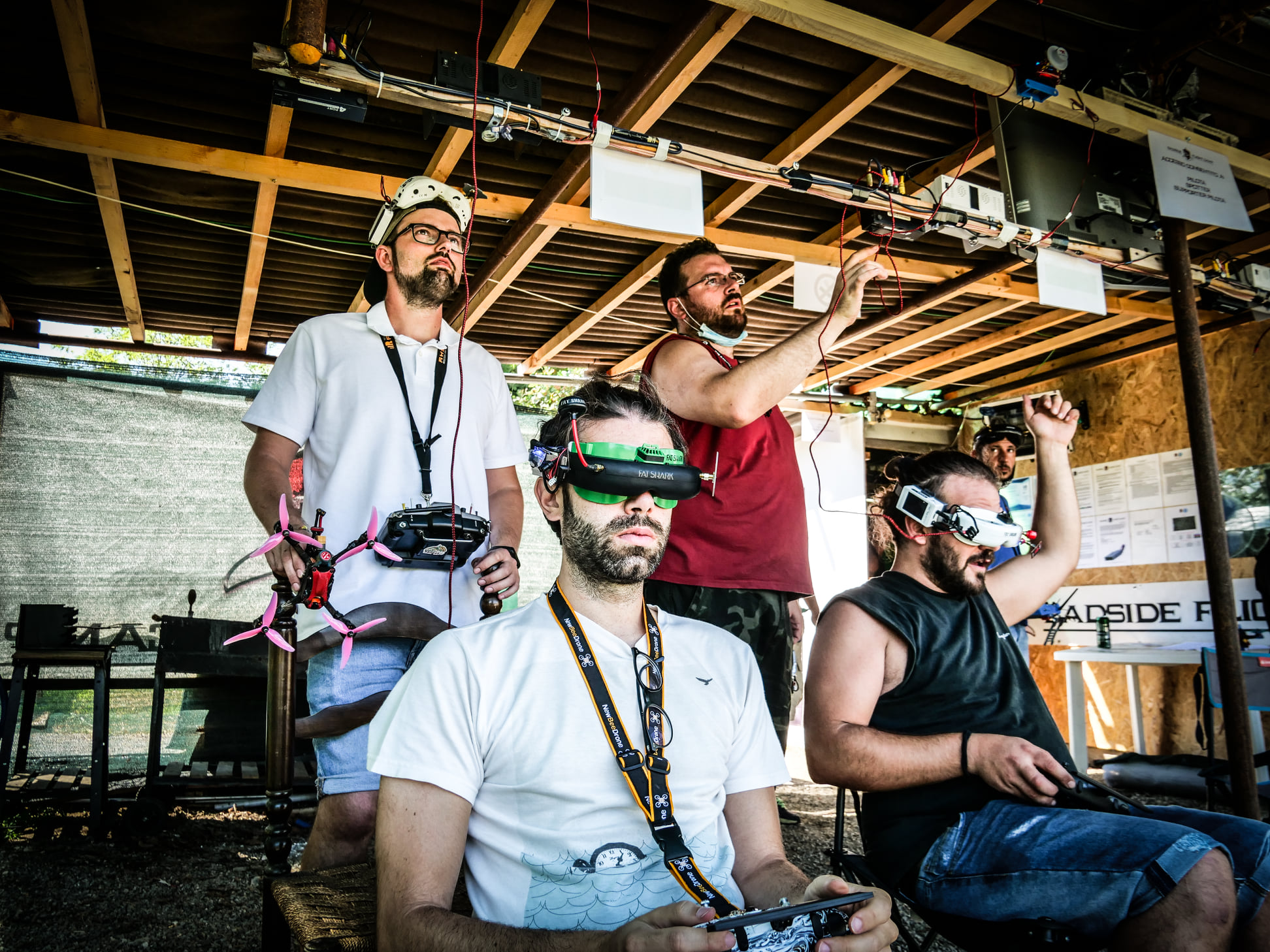
Piloti italiani in una gara drone racing fpv al Badside Flight Camp di Caluso (TO)

Qualsiasi drone può essere utilizzato per gareggiare, tuttavia i campionati di corse FPV sono molto competitivi e richiedono che i droni soddisfino determinati standard (come l'utilizzo di led di uno specifico colore, transponder infrarossi, una frequenza di banda diversa dagli altri piloti, trasmittente video a 25 mw, etc). I droni da corsa sono progettati per la velocità e l'aerodinamica, al contrario di un drone da ripresa cinematica che si concentra maggiormente sugli scatti fotografici e non sulla velocità intrinseca del mezzo. La particolarità dei droni racing FPV è il fatto di essere generalmente autocostruiti, ovvero assemblati dai piloti stessi.
Ecco una lista delle principali componenti di un drone FPV montati a bordo:
- Frame, ovvero il telaio su cui sono montate tutte le altre componenti.
- Motori Brushless
- Flight Controller, il cervello del drone, una scheda di circuiti con accelerometro e giroscopio in grado di calcolare in millesimi di secondo la rotazione del drone sui 3 assi cartesiani. Al Flight Controller si collegano tutte le periferiche ad eccezione dei motori che sono saldati invece sugli ESC. Il Flight Controller riceve gli impulsi radio trasmessi dal pilota e di conseguenza regola la velocità dei motori per poter eseguire le manovre, attraverso l'ESC.
- ESC (Electronic Speed Controller), una scheda elettronica che regola la velocità dei motori in maniera indipendente gli uni dagli altri, per poter garantire la manovrabilità del velivolo.
- Ricevente RX, un circuito elettronico con antenna che riceve il segnale radio dal radiocomando del pilota.
- Trasmittente video (VTX), un circuito con antenna trasmittente che trasmette il video feed della telecamera fpv agli occhiali del pilota.
- Telecamera FPV, telecamera di piccole dimensioni montata a prua del Drone per poter inquadrare frontalmente.
- GPS
- Eliche, vengono fissate sulla campana dei motori tramite dadi o viti.
- Batterie, (generalmente LIPO o Li-Ion)

Componenti necessarie per il pilotaggio remoto in FPV non montati a bordo:
- Occhiali FPV o visori o monitor
- Antenne di ricezione video
- Radiocomando

Su ogni Flight Controller è inoltre installato un firmware di volo, ovvero un software programmabile tramite il collegamento USB del flight controller ad un computer.
Il firmware di volo permette al flight controller di stabilire in ogni istante l'esatta rotazione del velivolo sui 3 assi (Roll - Pitch - Yaw) e di applicare il PID Loop dopo aver ricevuto i comandi radio impartiti dal pilota.
I principali firmware di volo ad oggi sono: Betaflight, Emuflight, iNav e Kiss.

## Coppa Italia Drone Racing DRF
La principale competizione italiana al momento è la Coppa Italia Drone Racing DRF, torneo che riunisce tutti i piloti italiani, professionisti e amatori, in un'unica classifica nazionale. La competizione si svolge in diverse tappe sparse per altrettanti campi di volo per l'Italia.